# Reise eines Erdbewohners in den Mars

Reise eines Erdbewohners in den Mars, Titelblatt von 1790

Reise eines Erdbewohners in den Mars ist ein satirischer utopischer Kurzroman aus dem Jahr 1790. Die Schrift erschien anonym. Ihr Autor war der Radikalaufklärer Carl Ignaz Geiger. Er schildert darin eine interplanetarische Ballonfahrt, eine Zivilisation auf dem Mars und einen frühsozialistischen Idealstaat ohne Privateigentum.

## Historischer Hintergrund

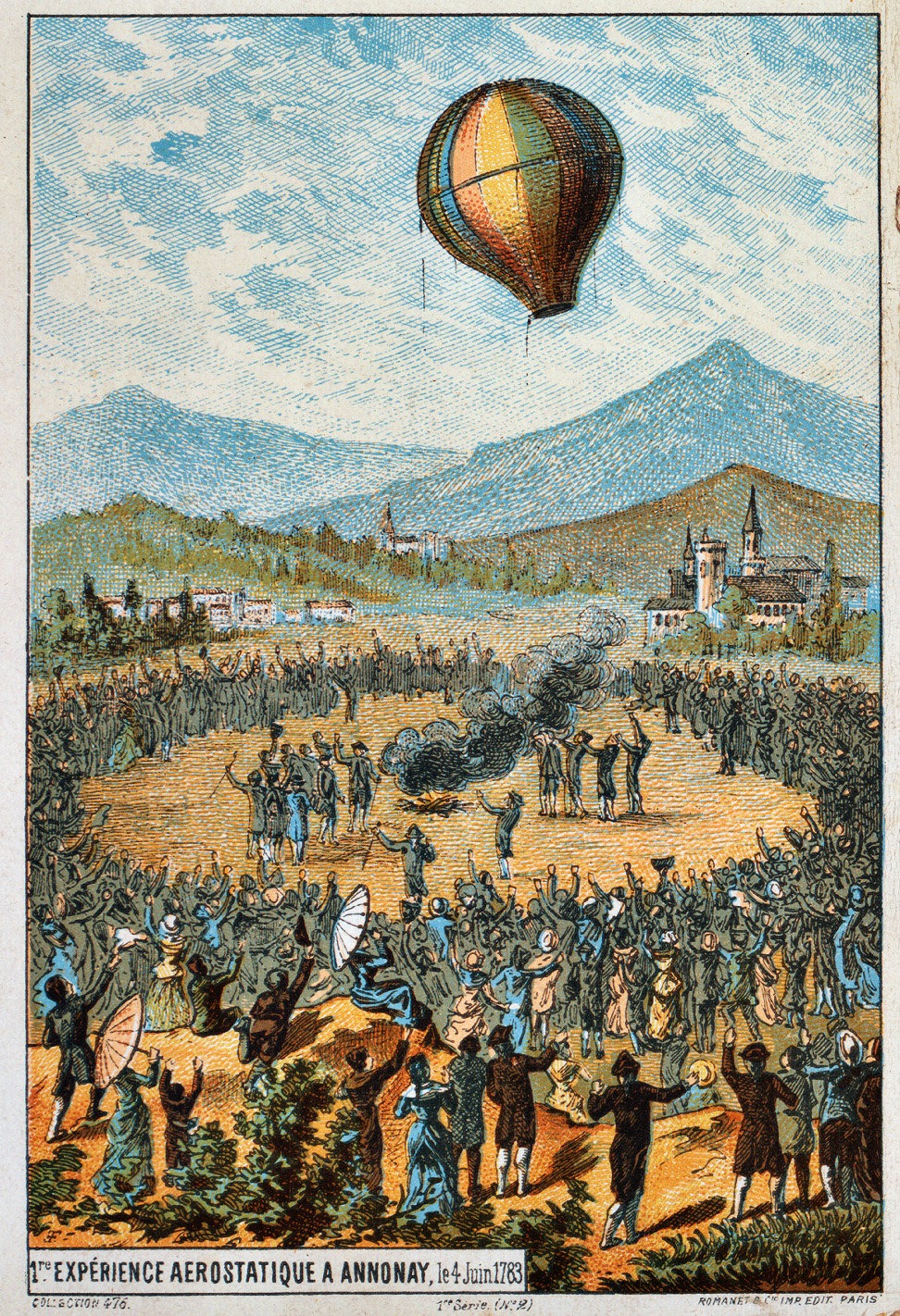
Die erste Montgolfière am 4. Juni 1783

Bereits 1744 hatte der sächsische Astronom Eberhard Christian Kindermann aus Weißenfels eine literarische Reise zum Mars und dessen Mond geschildert, die als erster Science-Fiction-Text deutscher Sprache gilt: Die Geschwinde Reise auf dem Lufft-Schiff nach der obern Welt, welche jüngsthin fünff Personen angestellet, um zu erfahren, ob es eine Wahrheit sey, daß der Planet Mars den 10. Jul. dieses Jahrs das erste mahl, so lange die Welt stehet, mit einem Trabanten oder Mond erschienen? Carl Ignaz Geiger, in Meusels Schriftstellerlexikon beschrieben als „Kandidat der Rechte und wandernder Schriftsteller, der auf seinen Reisen für Geld deklamierte“, scheint das Buch gekannt zu haben, denn in seiner Einleitung fasst er sich kurz, „um nicht, wie irgend ein teutscher Reisebeschreiber, durch die Beschreibung meines Fahrzeuges, beinahe den halben Raum meines Buches auszufüllen.“
Im Jahr 1783 starteten die Gebrüder Montgolfier den ersten Flug mit einem Heißluftballon und eröffneten damit das Zeitalter der Luftfahrt. Geiger wertet diese zeitgenössische Erfindung jedoch gleich zu Beginn seiner Erzählung ab und verweist auf den Jesuiten „P. Lana“ (Francesco Lana Terzi) und den Spanier „P. Bartholomeo“ (Bartolomeu de Gusmão), zwei wahrhaftige Luftfahrtpioniere aus den vorangegangenen Jahrhunderten.
Der Literaturwissenschaftler Jost Hermand nimmt für sich in Anspruch, Geigers Kurzroman wiederentdeckt zu haben, von dem sich in öffentlichen Bibliotheken nur noch ein Exemplar nachweisen ließ. Bei der Erforschung des Ballonfahrer-Motivs im Werk Jean Pauls (Des Luftschiffers Giannozzo Seebuch) ist er auf die fast verschollene Reise eines Erdbewohners in den Mars gestoßen. Hermand hat 1967 eine kommentierte Faksimile-Ausgabe erscheinen lassen und eine erweiterte Fassung seines Nachworts Der ‚Fall Geiger‘ in sein Buch Von Mainz nach Weimar (1969) aufgenommen.

## Inhalt
Die Geschichte ist in der Ich-Form erzählt; ein anonymer Erzähler gibt vor, die Sache selbst erlebt zu haben. Durch literarische Kenntnisse kommt er auf die Idee, mit einem Luftschiff zum Mars zu fliegen, da auf Erden bereits alles entdeckt sei:
„Ich verfiel nun darauf, dass es auch nicht unmöglich sei, eine Reise außer unserm Planeten zu machen, und beschloss ein- für allemal, den Versuch zu wagen: denn in dem Unsrigen schien mir überdies alles, durch die vielen Reisenden und Reisebeschreibungen zu Wasser und zu Lande, so ganz erschöpft, dass nicht ein Plätzchen handgroß mehr übrig blieb, wovon sich noch was hätte sagen lassen, das nicht schon hundertmal satirisch, moralisch, politisch, geographisch, historisch, statistisch etc. etc. gesagt worden wäre.“
Sowohl der Ich-Erzähler als auch seine „Luftsteuermänner“ verlieren keine Zeit, und schon auf Seite 8 heißt es: „wir befanden uns – im Mars!“ Der Mars ist bewohnt und in vier namentlich bekannte Staaten unterteilt: Papaguan, Plumplatsko mit der Hauptstadt Wirra, Biribi mit der Hauptstadt Sepolis und Momoly mit der Hauptstadt Whashangau. Mit den Einheimischen konversiert man in „korruptem Latein“.
In Papaguan leben die Menschen in einstöckigen mobilen Häusern, die sie mit Zugtieren wie Wohnmobile durch das Land kutschieren und zu spontanen Städten versammeln: „Manche Stadt wächst daher oft plötzlich zu der größten des Landes an, und ist dann wieder auf einmal die kleinste“. Stärkste Kraft des Landes sind die Kirchenmänner (im Grunde Katholiken, ohne dass es so gesagt wird). Im Gespräch mit einheimischen Gläubigen macht sich der Erzähler über deren Konzepte von Ursünde, Transsubstantiation und Trinität lustig und muss daher bald das Land verlassen. Die Luftschiffer gelangen nach Plumplatsko, worin der Leser unschwer Preußen wiedererkennt. Alle Bürger und auch Besucher müssen ohne Ausnahme zum Militärdienst, damit der Fürst seinen Krieg führen kann. Die Luftschiffer werden festgenommen und in ein Gefängnis gesteckt. Dort gelingt es ihnen, einen Wärter mit Alkohol gewogen zu machen und auf ihre Seite zu ziehen. Zusammen flieht man nach Whashangau. In Momoly hingegen leben die Menschen im Naturzustand. Es gibt kein Privateigentum, allen gehört alles. Auch die Liebe ist frei, und die Einwohner paaren sich in aller Öffentlichkeit. Doch Heimweh ist stärker als freie Liebe und Kollektiveigentum, das Luftschiff kehrt mit seiner Besatzung auf die Erde zurück.

## Rezeption

Röhlings Reise eines Marsbewohners auf die Erde

Ein Zeitgenosse Geigers, der Theologe und Naturforscher Johann Christoph Röhling, reagierte nach Erscheinen des Kurzromans Reise eines Erdbewohners in den Mars mit einer 300-seitigen Entgegnung: Reise eines Marsbewohners auf die Erde, mit dem Untertitel Zur Zeit der Wahl und Krönung Leopold des Zweiten zum teutschen Kaiser. Das Buch erschien ebenfalls anonym, als Erscheinungsort und -jahr sind „Auf der Erde, 1791“ angegeben. Röhling bezieht sich darin ganz konkret auf Geiger, ohne jedoch dessen Namen oder Buchtitel zu erwähnen. Dafür gibt es ein kurzes Kapitel mit der Überschrift „Rezension“ (S. 42), in dem der Marsbewohner Geigers Buch beurteilt: „Mich deucht, der Mann habe seine Lieblingshypothesen, mit denen er sich in den Mars träumte und sie nachher auf der Erde für Wahrheit verkaufte.“

## Ausgaben
- Reise eines Erdbewohners in den Mars. (Digitalisat der Originalausgabe), Philadelphia (d. i. Frankfurt a. M., bei Johann Gottlob Pech) 1790.
- Reise eines Erdbewohners in den Mars. Mit einem Nachwort von Jost Hermand. Edition Die Falschen Bücher, Verlag A. Jungkunz, Fürth 1996, 226 Seiten. ISBN 3-9804804-3-7
- Reise eines Erdbewohners in den Mars. Durchgesehener Neusatz bearbeitet und eingerichtet von Michael Holzinger, Berliner Ausgabe, 2019, 4. Auflage. ISBN 978-1530659517